# Компьенские мученицы
Компьенские мученицы (фр. Carmélites de Compiègne, ум. 17 июля 1794 года, Париж, Франция) — группа святых Римско-Католической церкви, шестнадцать сестёр-кармелиток, казнённых в революционном Париже в правление якобинцев по обвинению в контрреволюционной деятельности.

## Арест и казнь
Община сестер-кармелиток в Компьене, городе на севере Франции, в 72 км к северу от Парижа, была основана в 1641 году. В 1790 году Великая французская революция добралась до Компьеня: сёстры были допрошены представителями нового революционного правительства, но на первых порах остались проживать в монастыре. На Пасху 1792 года сторонники правительства врывались в церкви и прерывали службы; это была последняя Пасха, которую сестры праздновали в Компьене.
В августе 1792 года правительство приказало закрыть все женские монастыри; изъятие и вывоз мебели и другого имущества из монастыря кармелиток в Компьене произошли 12 сентября, а 14 сентября сёстры были вынуждены покинуть монастырь. Мать Тереза, настоятельница монастыря, приняла меры, чтобы 20 сестер, живших в то время в монастыре, остались единой монашеской общиной и укрылись в городе в четырех отдельных квартирах. Настоятельница нашла для них гражданскую одежду, поскольку ношение монашеской одежды было запрещено. Опираясь на поддержку своих сторонников, сёстры продолжили вести монашеский образ жизни и регулярно собираться вместе для общей молитвы.
В 1794 году, после начала Террора, власти два дня обыскивали квартиры сестёр; они нашли письма, продемонстрировавшие их негативное отношение к революции и сильные симпатии к монархии; а также доказательства того, что они продолжали вести монашескую жизнь. 22 июня 1794 года сестры были арестованы и заключены в бывшем монастыре в Компьене (другом), превращённом в тюрьму для политических заключенных. 10 июля 1794 года их перевели в парижскую тюрьму Консьержери. В тюрьме сёстры отказались от принесения гражданской присяги, которая требовалась в то время от духовенства.
Во время судебного процесса, состоявшегося 17 июля 1794 года, на котором они не получили адвоката, Революционный трибунал обвинил их в фанатизме, и в том, что они являются «врагами народа, устроившими заговор против национального суверенитета». При этом одна из сестёр, Мария-Генриетта пыталась заставить прокурора публично дать определение слову «фанатик». Она притворилась, что не знает, что означает это слово, тем самым заставив прокурора признать, что «фанатизм», с его точки зрения, был, фактически, синонимом веры, и что именно вера сделала их «преступниками» и «врагами общества». Настоятельница, Мать Тереза на суде пыталась взять всю вину на себя, настаивая, что она одна среди всех сестёр — контрреволюционерка и «религиозный фанатик», тогда как прочие были принуждены ею исполнять её указы. Тем не менее, все сёстры, представшие перед судом, были приговорены к смертной казни.
В какой-то момент, ожидая перевозки из Консьержери к месту казни, одна из монахинь, сестра Святого Людовика, посоветовавшись с Матерью Терезой, обменяла принадлежавшую ей меховую накидку на чашку горячего шоколада для всех сестер, который придал им сил, после того, как оно долгое время ничего не ели. Сестёр и послушниц гильотинировали в Париже на площади Опрокинутого Трона (ныне — площадь Нации) через 26 дней после вынесения приговора.

## Список мучениц
В число мучениц, казненных в Париже, входят: четырнадцать монахинь и послушниц, а также две служительницы (которые «не донесли» на остальных).
Имена католических монахинь, полученные ими при пострижении, могут показаться необычными, так как нередко представляют собой конструкции вроде «сестра Тереза Святого Игнатия» или даже просто «сестра Святого Людовика» (сестра Сент-Луи), не используемые в православной церкви. В скобках указаны их первоначальные имена до пострижения, даты и места рождения).
Монахини
- Мать Тереза Святого Августина, настоятельница (Мари-Мадлен-Клодина Лидуан, род. 1752, из Парижа);
- Мать Генриетта Иисуса, настоятельница на покое (Мари Франсуаза Габриелла де Круасси, род. 1745, из Парижа);
- Сестра Святого Людовика, помощница настоятельницы (Мари-Анна Бридо, род. 1752, из Бельфора);
- Сестра Мария Распятия Христова (Мария-Анна Пьекур, род. 1715, из Парижа);
- Сестра Шарлотта Воскресения Христова, помощница настоятельницы и ризничья (Анна Мари Мадлен Франсуаза Туре, род. 1715, из Муи);
- Сестра Евфрасия Непорочного Зачатия Девы Марии (Мари Клод Сиприенна Брар, род. 1736, из Бурта);
- Сестра Тереза Непорочного Сердца Марии (Мари-Анна Аниссе, род. 1740, из Реймса);
- Сестра Юлия-Луиза Иисуса, вдова (Роза Кретьен де Нёвиль, род. 1741, из Эврё);
- Сестра Тереза Святого Игнатия (Мари-Габриелла Трезель, род. 1743, из Компьеня);
- Сестра Мария-Генриетта Божественного Провидения (Мари-Анна Пельра, род. 1760, из Кажара);
- Сестра Констанция Святого Дионисия, послушница (Мари-Женевьева Мёнье, род. 1765, из Сен-Дени).

Послушницы (терциарки)
- Сестра Святой Марты (Мари Дюфур, род. 1742).
- Сестра Мария Святого Духа (Анжелика Руссель, род. 1742).
- Сестра Святого Франциска Ксаверия (Жюльетта Вероло, род. 1764).

Служительницы
- Катрин Суарон, род. 2 февраля 1742, из Компьеня;
- Тереза Суарон, род. 1748, из Компьеня, вероятно, сестра предыдущей.

## Прославление
Компьенские мученицы были беатифицированы папой Пием X 27 мая 1906 года.
22 февраля 2022 года епархия Бове объявила, что папа Франциск одобрил процедуру эквивалентной канонизации компьенских мучениц, что позволит канонизировать их без признания чуда. Все шестнадцать сестёр были признаны святыми 18 декабря 2024 года папой Франциском.
День памяти в католической церкви — 17 июля.

## В искусстве
В 1957 году французский композитор Франсис Пуленк написал оперу «Диалоги кармелиток», посвящённую трагической судьбе компьенских мучениц. В 1960 по сюжету новеллы Гертруды ла Форт «Последняя на эшафоте» был снят франко-итальянский фильм под названием «Диалог кармелиток».